# Hayley Orrantia
Sarah Hayley Orrantia (nacida el 21 de febrero de 1994), conocida como Hayley Orrantia, es una actriz, cantante y compositora estadounidense. Orrantia es conocida por interpretar el papel de Erica Goldberg en la serie de comedia de ABC Los Goldberg. Fue miembro de Lakoda Rayne, un grupo de chicas pop-country montado por Simon Cowell durante la primera temporada de The X Factor.

## Formación
Hija única, nació en Arlington, Texas, creció cerca de Grand Prairie y Highland Village. Es de ascendencia inglesa, francesa, irlandesa y española (su apellido es de origen vasco). Asistió a la escuela pública desde la primaria hasta parte de su primer año en Highland Village, pero decidió educarse en casa para seguir su formación en música y actuación.

## Carrera
Empezó a cantar cuando tenía nueve años debutando profesionalmente un año después. Con 13 años escribió su primera canción y a los 14 había grabado su primer EP de versiones de otros cantantes. Ese mismo año, empezó a escribir con el compositor Jamie Houston, conocido en aquel momento por componer temas para High School Musical 3, del Instituto Disney para Películas Musicales. Orrantia Grabó la canción de Houston "Magia de un Amigo", Tinkerbell y la banda sonora de "El Tesoro Perdido" en 2010. Más tarde, Orrantia cantó junto a Demi Lovato en Camp Rock 2: The Final Jam de Disney, la banda sonora de "The Final Jam" y coros y segunda voz para Miley Cyrus en Hannah Montana de Disney, también para la banda sonora.
Su primera actuación la hizo con 15 años de edad en un anuncio de Sprint en 2011. Apareció en la película independiente Cooper y la Pandilla de Castle Hills.
En el verano de 2011, Orrantia se presentó para la primera temporada de The X Factor USA. Fue seleccionada por un video de YouTube y recibió cuatro votos favorables de los jueces durante la fase de audición en vivo en Seattle, Washington. A pesar de que originalmente audicionó como solista, ella y otras tres cantantes fueron puestas en un grupo para el resto de las audiciones durante la "Semana de Hollywood" en el programa. Fueron eliminadas durante la quinta semana de los shows en vivo.
Desde 2013, Orrantia ha interpretado a Erica Goldberg en las serie de comedia de la ABC Los Goldberg. Después de dar a conocer a Orrantia y mostrar su talento para cantar, el creador de la serie, Adam F. Goldberg, ha escrito varios episodios en los que Erica canta; Goldberg planea continuar destacando su talento de cantante en futuros episodios.
En 2015, Orrantia filmó Dios no está muerto 2, programa transmitido en la Semana Santa de 2016.

## Trabajo de caridad
Orrantia Escribió la canción "Quién Soy" para la Asociación Nacional de Desórdenes Alimentarios de los EE. UU. y "el Poder de una Chica" para la Asociación de Chicas Scouts de América. También apoya las asociaciones sin fines de lucro de lucha contra el cáncer Lungevity, Susan G. Komen y Stand Up to Cancer. Desde 2007 ha servido como embajadora para el Proyecto de Música de Texas, que sensibiliza y recolecta fondos para la educación musical en las escuelas públicas.

## Filmografía

### Película
| Año  | Título                                      | Rol            |
| ---- | ------------------------------------------- | -------------- |
| 2011 | Cooper y la Pandilla de Cerros del Castillo | Penique        |
| 2016 | Dios no está muerto 2                       | Brooke Thawley |

### Televisión
| Año         | Título              | Rol            | Notas                  |
| ----------- | ------------------- | -------------- | ---------------------- |
| 2011        | The X Factor        | Ella misma     | Concursante            |
| 2013 - 2023 | Los Goldberg        | Erica Goldberg | Personaje Principal    |
| 2016        | Celebrity Name Game | Ella misma     |                        |
| 2016        | Roommates           | Hayley         | Web Serie, 7 episodios |